# Saison 14 de Supernatural
Chronologie
Saison 13 Saison 15
Cet article présente les vingt épisodes de la quatorzième saison de la série télévisée américaine Supernatural.

## Synopsis
Après la mort de Lucifer. Sam, Jack et Castiel, essaient de trouver un moyen de sauver Dean, possédé par l'archange Michel. Nick, revenu à la vie, lutte contre sa possession et sombre en se vengeant du meurtre de sa famille. Cependant, Castiel découvre que l'extinction imminente de son espèce menace de faire effondrer le Paradis et découvre, avec Sam, que Jack est condamné à cause de l'absence de sa grâce angélique. En plus de la nouvelle menace que représente l'Ombre régnant dans le Néant, les derniers alliés doivent se surpasser pour sauver Jack, libérer Dean de l'archange qui cherche à provoquer une nouvelle Apocalypse et éviter la chute du Paradis sur Terre.

## Distribution

### Acteurs principaux
- Jared Padalecki (VF : Damien Boisseau) : Sam Winchester
- Jensen Ackles (VF : Fabrice Josso) : Dean Winchester / L'archange Michel
- Misha Collins (VF : Guillaume Orsat) : Castiel
- Mark Pellegrino (VF : Nicolas Lormeau) : Nick / Lucifer
- Alexander Calvert (VF : Christophe Lemoine) : Jack Kline

### Acteurs récurrents et invités
- Samantha Smith (VF : Nathalie Bienaimé) : Mary Winchester
- Katherine Evans (VF : Joséphine Ropion) : Maggie
- Jim Beaver (VF : Jacques Bouanich) : Bobby Singer
- Danneel Ackles (VF : Aurélia Bruno) : Sœur Jo / Anael (épisodes 1 et 17)
- Chilton Crane : Madame Kline (épisodes 2 et 20)
- Kim Rhodes (VF : Isabelle Ganz) : Jody Mills (épisode 3)
- Yadira Guevara-Prip (VF : Véronique Rivière) : Kaia Nieves (épisodes 3 et 9)
- Felicia Day (VF : Anne Rondeleux) : Charlie Bradbury (épisode 6)
- Ruth Connell (VF : Julie Dumas) : Rowena MacLeod (épisodes 7, 14 et 18)
- Dimitri Vantis (VF : Grégory Kristoforoff) : Sergei (épisode 7)
- Courtney Ford (VF : Claire Baradat) : Kelly Kline (épisode 8)
- Erica Cerra (VF : Hélène Bizot) : Duma (épisodes 8, 18 et 19)
- Veronica Cartwright (VF : Colette Venhard) : Lily Sunder (épisode 8)
- Amanda Tapping (VF : Hélène Chanson) : Naomi (épisode 8)
- DJ Qualls (VF : Thierry Bourdon) : Garth Fitzgerald IV (épisode 9)
- David Haydn-Jones (VF : Bertrand Liebert) : Arthur Ketch (épisode 9)
- Felisha Terrell (VF : Véronique Desmadryl) : Michel (épisode 9)
- Traci Dinwiddie (VF : Nathalie Karsenti) : Pamela Barnes (épisode 10)
- Lisa Berry (VF : Isabelle Leprince) : Billie (épisodes 10 et 20)
- Briana Buckmaster (VF : Blanche Ravalec) : Donna Hanscum (épisode 11)
- Keith Szarabajka (VF : Jean-Loup Horwitz) : Donatello Redfield (épisodes 12, 15 et 17)
- Jeffrey Dean Morgan (VF : Luc Bernard) : John Winchester[1] (épisode 13)
- Kurt Fuller (VF : Patrice Dozier) : Zacharie[2] (épisode 13)
- Skylar Radzion : Max (épisodes 13 et 16)
- Zenia Marshall : Stacy (épisodes 13 et 16)
- Cory Gruter-Andrew : Eliot (épisodes 13 et 16)
- Rob Benedict (VF : Olivier Destrez) : Chuck Shurley / Dieu (épisode 20)

### Créatures de la saison
- Archange
- Anges
- Démons
- Vampires
- Loup-garous
- Kahonta
- Gorgone
- Djinn
- Dieu

## Production

### Développement
Le 2 avril 2018, la série a été renouvelée pour une quatorzième saison de vingt épisodes.

### Diffusions
- Aux États-Unis, la saison est diffusée depuis le 11 octobre 2018 sur The CW.
- Au Canada, elle est diffusée en simultané sur la chaîne spécialisée Space[5].
- En France, la saison est diffusée 24 heures après sa diffusion nord-américaine en version originale sous-titrée sur Série Club. Elle est également diffusée en version française depuis le 2 septembre 2019[6]. La saison sera diffusée sur 6ter à partir du 20 juillet 2021[7].
- Au Québec, la saison est diffusée depuis le 3 septembre 2019 sur Ztélé[8].

## Liste des épisodes

### Épisode 1:L'Étranger
- États-Unis /  Canada : 11 octobre 2018 sur The CW / Space
- France : 
  - 12 octobre 2018 (en VOSTFr) et 2 septembre 2019 (en VF) sur Série Club
  - 20 juillet 2021 sur 6ter
- Québec : 3 septembre 2019 sur Ztélé

- États-Unis : 1,49 million de téléspectateurs[9]

- Samantha Smith (Mary Winchester)
- Jim Beaver (Bobby Singer)
- Danneel Ackles (Sœur Jo / Anael)
- Katherine Evans (Maggie)

### Épisode 2:Complètement marteau!
- États-Unis /  Canada : 18 octobre 2018 sur The CW / Space
- France : 
  - 19 octobre 2018 (en VOSTFr) et 2 septembre 2019 (en VF) sur Série Club
  - 20 juillet 2021 sur 6ter
- Québec : 10 septembre 2019 sur Ztélé

- États-Unis : 1,53 million de téléspectateurs[10]

- Samantha Smith (Mary Winchester)
- Jim Beaver (Bobby Singer)
- Chilton Crane (Madame Kline)

Un tas de cadavres avec les yeux carbonisés est découvert à Duluth, surement l’œuvre de Michel. Sam, Bobby et Mary s'y rendent pour enquêter alors que Castiel reste au bunker pour surveiller Jack et Nick, souffrant de leur situations respectives.

### Épisode 3:La Cicatrice
- États-Unis /  Canada : 25 octobre 2018 sur The CW / Space
- France : 
  - 26 octobre 2018 (en VOSTFr) et 2 septembre 2019 (en VF) sur Série Club
  - 20 juillet 2021 sur 6ter
- Québec : 17 septembre 2019 sur Ztélé

- États-Unis : 1,39 million de téléspectateurs[11]

- Kim Rhodes (Jody Mills)
- Yadira Guevara-Prip (Kaia Nieves)

Dean est redevenu lui-même depuis que Michel semble avoir quitté spontanément son corps. Il découvre sur son épaule une cicatrice, apparemment causée par « l'homme à la capuche » qui a tué Kaia. Les garçons apprennent par Jodie que plusieurs cadavres ont été retrouvés à Sioux Falls portant la même marque.
Sam et Dean la rejoignent et découvrent que ces derniers étaient des vampires et que le tueur est en fait une Kaia d'une autre dimension, armée d'une lance visiblement capable de blesser Michel.

### Épisode 4:L'Homme à la hache
- États-Unis /  Canada : 1er novembre 2018 sur The CW / Space
- France : 
  - 2 novembre 2018 (en VOSTFr) et 2 septembre 2019 (en VF) sur Série Club
  - 27 juillet 2021 sur 6ter
- Québec : 24 septembre 2019 sur Ztélé

- États-Unis : 1,46 million de téléspectateurs[12]

### Épisode 5:La Logique du cauchemar
- États-Unis /  Canada : 8 novembre 2018 sur The CW / Space
- France : 
  - 9 novembre 2018 (en VOSTFr) et 9 septembre 2019 (en VF) sur Série Club
  - 27 juillet 2021 sur 6ter
- Québec : 1er octobre 2019 sur Ztélé

- États-Unis : 1,43 million de téléspectateurs[13]

- Samantha Smith (Mary Winchester)
- Jim Beaver (Bobby Singer)
- Katherine Evans (Maggie)

### Épisode 6:La Mouche
- États-Unis /  Canada : 15 novembre 2018 sur The CW / Space
- France : 
  - 16 novembre 2018 (en VOSTFr) et 9 septembre 2019 (en VF) sur Série Club
  - 27 juillet 2021 sur 6ter
- Québec : 8 octobre 2019 sur Ztélé

- États-Unis : 1,48 million de téléspectateurs[14]

- Felicia Day (Charlie Bradbury)
- Maddie Phillips (Harper Sayles)

Sam et Charlie partent enquêter sur plusieurs disparitions qui ont eu lieu à Memphis au Tennessee. C'est l'occasion d'en apprendre plus sur l'histoire de Charlie du monde alternatif. 
Jack qui de son côté s'ennuie ferme au bunker, convainc Dean de partir enquêter sur un employé d'une bibliothèque, qui a été retrouvé mort avec des traces de morsures sur tout le corps.

### Épisode 7:Abraxas
- États-Unis /  Canada : 29 novembre 2018 sur The CW / Space
- France : 30 novembre 2018 (en VOSTFr) et 9 septembre 2019 (en VF) sur Série Club

- États-Unis : 1,49 million de téléspectateurs[15]

- Ruth Connell (Rowena MacLeod)

Nick est toujours à la recherche du meurtrier de sa famille et sème des cadavres sur son chemin.
L'état de Jack se détériore et il est conduit à l'hôpital. Il souffre d'une défaillance poly-viscérale de cause inconnue que Castiel ne parvient pas à soigner. Les garçons appellent donc Rowena à l'aide et cette dernière découvre que c'est la perte de sa grâce de nephilim qui le ronge de l'intérieur. Par moments, Dean est pris par des troubles de visions mais il n'en parle pas ni à son frère, ni à Castiel, ni à Rowena.

### Épisode 8:La Plus Merveilleuse des vies
- États-Unis /  Canada : 6 décembre 2018 sur The CW / Space
- France : 7 décembre 2018 (en VOSTFr) et 16 septembre 2019 (en VF) sur Série Club

- États-Unis : 1,53 million de téléspectateurs[16]

- Courtney Ford (Kelly Kline)
- Erica Cerra (Duma)
- Veronica Cartwright (Lily Sunder)
- Amanda Tapping (Naomi)

Jack est mort mais Sam, Dean et Castiel tentent de le ramener avec l'aide d'un sort concocté par Lily Sunder. Pour qu'il fonctionne, Castiel doit se rendre au Paradis où se trouve Jack pour lui expliquer la marche à suivre.
Arrivé sur place, Castiel trouve plusieurs de ses congénères morts. L'Ombre, la substance noire qui dirige le Vide, cherche Jack qu'elle considère comme sa propriété maintenant qu'il est mort.

### Épisode 9:L'Œuf et la Lance
- États-Unis /  Canada : 13 décembre 2018 sur The CW / Space
- France : 14 décembre 2018 (en VOSTFr) et 16 septembre 2019 (en VF) sur Série Club

- États-Unis : 1,43 million de téléspectateurs[17]

- DJ Qualls (Garth Fitzgerald IV)
- David Haydn-Jones (Arthur Ketch)
- Felisha Terrell (Michel)

Après avoir localisé le générateur d'impulsions hyperboliques, Arthur Ketch l'envoie par la poste aux Winchester. Au même moment, Garth infiltre les monstres de Michel et découvre que celui-ci, maintenant dans un vaisseau de sexe féminin, a des monstres prêts à transformer toute la population de Kansas City, dans le Missouri, pour créer sa propre armée. Garth prévient Sam mais se trouve obligé de boire la potion apportée par Michel, le rendant plus fort et contenant un peu de sa grâce. 
Tandis que Sam et Jack récupèrent le générateur d'impulsions hyperboliques à la poste, Dean et Castiel cherchent Kaia qui leur fournit sa lance en échange de leur aide pour rentrer chez elle, dans l'autre monde. Dans le même temps, Michel détruit le générateur d'impulsions hyperboliques et enlève Jack. Sam part le chercher dans la planque de Michel mais Garth l'attaque à contrecœur, contrôlé par la grâce de Michel qui a tout espionné à travers ses yeux. Réunis, Sam, Dean, Jack et Castiel lancent une attaque sur Michel avec la lance de Kaia. Dean semble sur le point de tuer Michel lorsque l'archange reprend le contrôle de son corps et détruit l'arme. 

### Épisode 10:Nihilisme
- États-Unis /  Canada : 17 janvier 2019 sur The CW / Space
- France : 18 janvier 2019 (en VOSTFr) et 23 septembre 2019 (en VF) sur Série Club

- États-Unis : 1,44 million de téléspectateurs[18]

- Katherine Evans (Maggie)
- Traci Dinwiddie (Pamela Barnes)
- Lisa Berry (Billie)
- Brendon Halcrow (Tiger)

Grâce à une faucheuse, Sam, Castiel et Jack parviennent à s'échapper en compagnie de Michel neutralisé par les menottes angéliques confectionnées par Bobby. Pendant ce temps, Dean, tenu captif par une illusion crée par l'archange, revit perpétuellement la même journée fictive.
Alors que les monstres améliorés par Michel convergent vers le bunker, Sam tente une opération de la dernière chance à l'aide d'une machine des hommes de lettres afin de pénétrer à son tour dans l'esprit de son frère en compagnie de Castiel. Ils parviennent in extremis à lever le voile de l'illusion pour Dean qui emprisonne Michel dans son esprit. Dans le monde réel, les monstres à la solde de l'archange pénètre le bunker et Jack use de ses pouvoirs afin de les détruire, consumant un peu plus son âme.

### Épisode 11:La Boîte de Ma'lak
- États-Unis /  Canada : 24 janvier 2019 sur The CW / Space
- France : 25 janvier 2019 (en VOSTFr) et 23 septembre 2019 (en VF) sur Série Club

- États-Unis : 1,44 million de téléspectateurs[19]

- Samantha Smith (Mary Winchester)
- Briana Buckmaster (Donna Hanscum)

### Épisode 12:Le Nouveau Prophète
- États-Unis /  Canada : 31 janvier 2019 sur The CW / Space
- France : 1er février 2019 (en VOSTFr) et 30 septembre 2019 (en VF) sur Série Club

- États-Unis : 1,40 million de téléspectateurs[20]

- Keith Szarabajka (Donatello Redfield)

### Épisode 13:Paradoxe temporel
- États-Unis /  Canada : 7 février 2019 sur The CW / Space
- France : 8 février 2019 (en VOSTFr) et 30 septembre 2019 (en VF) sur Série Club

- États-Unis : 1,64 million de téléspectateurs[21]

- Samantha Smith (Mary Winchester)
- Jeffrey Dean Morgan (John Winchester)
- Kurt Fuller (Zacharie)
- Skylar Radzion (Max)
- Zenia Marshall (Stacy)
- Cory Gruter-Andrew (Eliot)

### Épisode 14:Le Baiser de la gorgone
- États-Unis /  Canada : 7 mars 2019 sur The CW / Space
- France : 8 mars 2019 (en VOSTFr) et 30 septembre 2019 (en VF) sur Série Club

- États-Unis : 1,28 million de téléspectateurs[22]

- Ruth Connell (Rowena MacLeod)
- Katherine Evans (Maggie)

### Épisode 15:La Clé du bonheur
- États-Unis /  Canada : 14 mars 2019 sur The CW / Space
- France : 15 mars 2019 (en VOSTFr) et 7 octobre 2019 (en VF) sur Série Club

- États-Unis : 1,51 million de téléspectateurs[23]

- Keith Szarabajka (Donatello Redfield)

Préoccupé par la consumation de son âme après son combat contre Michel, Dean invite Jack à parler à Donatello, basé sur la propre expérience du prophète qui a perdu son âme. Pendant ce temps, Sam et Castiel enquêtent sur une affaire où la tête d'un homme a explosé. En arrivant dans la ville de la victime, ils découvrent que celle-ci est coincée dans les années 50, avec les modes et les attitudes morales qui l'accompagnent. Après une nuit sur place, un deuxième corps est retrouvé et Sam a disparu. Castiel le retrouve sous influence alors qu'il a pris la place du défunt, adoptant le mode de vie des années 50. Castiel étant immunisé en raison de son statut d'ange, il détermine que le coupable est le maire de la ville, Chip Harrington, qui a utilisé ses pouvoirs psychiques pour imposer son image d’une existence idéale au reste de la ville. Castiel est capable de briser l'influence de Chip sur Sam et sa fille Sunny le piège dans son propre esprit, où il vivra le reste de sa vie dans son illusion. 

### Épisode 16:Kohonta
- États-Unis /  Canada : 21 mars 2019 sur The CW / Space
- France : 22 mars 2019 (en VOSTFr) et 7 octobre 2019 (en VF) sur Série Club

- États-Unis : 1,46 million de téléspectateurs[24]

- Skylar Radzion (Max)
- Zenia Marshall (Stacy)
- Cory Gruter-Andrew (Eliot)

À Polk city, dans l'Iowa, le fils du shérif et sa petite amie sont attaqués en forêt, et alors que le shérif course quelque chose dans les bois, la jeune fille est tuée. Sam découvre qu'il y a eu au moins 54 disparitions dans le secteur depuis 1943. Sam et Dean laisse Jack au bunker, et partent enquêter. Ils découvrent qu'ils sont face à un monstre légendaire appelé Kohonta dont le shérif révèle qu'il s'agit d'un homme maudit par les Amérindiens pour s'être engagé dans le cannibalisme. Les Winchester et le shérif tue le Kohonta et parviennent à sauver le fils du shérif venu se venger. Sam encourage le shérif à dire la vérité à son fils sur ce qui a tué sa petite amie. 

### Épisode 17:Le Plein d'âme
- États-Unis /  Canada : 4 avril 2019 sur The CW / Space
- France : 5 avril 2019 (en VOSTFr) et 14 octobre 2019 (en VF) sur Série Club

- États-Unis : 1,25 million de téléspectateurs[25]

- Samantha Smith (Mary Winchester)
- Keith Szarabajka (Donatello Redfield)
- Danneel Ackles (Anael)

Sam et Dean sont appelés par Donatello qui semble être en danger. Une fois sur place, ils se rendent compte que c'est Nick qui leur a tendu un piège, ce dernier s'étant évadé de son arrestation. Il souhaite parler à Jack, en échange de la vie de Donatello qu'il dit avoir empoisonné. Alors que les frères Winchester se rendent avec Nick dans le lieu où est détenu Donatello, le vrai plan est dévoilé. Ce dernier cherche à ressusciter Lucifer qu'il a éveillé dans le Néant, cela grâce aux indications passées par l'intermédiaire du prophète et au sang qu'il a volé à Jack un peu plus tôt.

### Épisode  18:Absence
- États-Unis /  Canada : 11 avril 2019 sur The CW / Space
- France : 12 avril 2019 (en VOSTFr) et 14 octobre 2019 (en VF) sur Série Club

- États-Unis : 1,47 million de téléspectateurs[26]

- Samantha Smith (Mary Winchester)
- Ruth Connell (Rowena MacLeod)
- Erica Cerra (Duma)

Alors qu'ils rentrent au bunker, Sam et Dean ne trouvent personne. Inquiets, ils n'arrivent pas à joindre Mary ou Jack et comprennent que quelque chose s'est passé. Ils cherchent à retracer l'histoire de leur disparition, mais les indices qu'ils trouvent les laisse présager le pire.
Pendant ce temps, Jack horrifié de ce qu'il vient de faire, est en fuite. Il a des hallucinations qui prennent la forme de Lucifer. La piste de Sam et Dean les emmènent vers Rowena, qui a été enlevé par Jack désespéré de réparer ce qu'il a fait. Néanmoins, la résurrection de Mary est impossible car son corps a été atomisée par la décharge de Jack. 

### Épisode  19:Sans pitié
- États-Unis /  Canada : 18 avril 2019 sur The CW / Space
- France : 19 avril 2019 (en VOSTFr) et 21 octobre 2019 (en VF) sur Série Club

- États-Unis : 1,28 million de téléspectateurs[27]

- Erica Cerra (Duma)
- Jim Beaver (Bobby Singer)

À la suite de la mort de Mary, Sam, Dean et Castiel sont à la recherche de Jack afin de le neutraliser avant qu'il ne fasse encore du mal. Mais ce dernier a été approché par l'ange Douma, qui règne sur le paradis après avoir enfermé Naomi et qui profite de sa détresse pour le manipuler. Elle lui confie différentes tâches censées lui apporter le pardon de Sam et Dean, sachant que Jack maintenant sans âme ne différencie plus correctement le bien du mal.

### Épisode  20:Après le chaos
- États-Unis /  Canada : 25 avril 2019 sur The CW / Space
- France : 26 avril 2019 (en VOSTFr) et 21 octobre 2019 (en VF) sur Série Club

- États-Unis : 1,30 million de téléspectateurs[28]

- Rob Benedict (Chuck Shurley / Dieu)
- Lisa Berry (Billie)
- Chilton Crane (Madame Kline)

Après s'être échappé du bunker, un Jack désorienté souhaite que plus personne sur Terre ne puisse mentir. Cette simple pensée suffit à mettre le monde sous son sort, créant très rapidement le chaos à travers la planète. Cherchant refuge, il va chez les parents de sa mère qui le prennent pour un criminel ayant assassiné leur fille. En effet, à la suite de sa première visite, ils ont mené leur enquête et découvert que Jack avait menti et que leur fille était morte.
Alors que Sam et Dean cherchent à le retrouver, Chuck/Dieu apparait après avoir entendu la prière de Castiel et annule le sort que Jack a involontairement lancé. Il leur annonce que Jack représente une grave menace et leur fournit une arme qui a le pouvoir de le tuer. Cependant cette arme infligera la même blessure au tireur.
Sam commence à douter des motivations de Chuck, alors que Dean s'est empressé de retrouver Jack qui a été localisé dans un cimetière. Alors que ce dernier accepte son destin et se met à genoux, Dean ne peut se résoudre à le tuer. Chuck révèle alors le pot aux roses : il manipule chacun d'entre eux tels les personnages d'une histoire qu'il aime écrire et s'énerve après Dean qui ne respecte pas son scénario. Alors que les Winchester le confrontent, Chuck tue Jack par lui même, démontrant que son arme ne visait qu'à servir la fin dramatique de son histoire. Alors qu'il part, Sam lui tire alors dans l'épaule, s'infligeant au passage la même blessure. Furieux, il décide que l'histoire s'arrête ici et il ouvre une brèche depuis l'enfer afin de libérer toutes les âmes damnées sur Terre et créer la fin du monde.